# Біля річки
«Біля річки» — дебютний художній фільм режисера Еви Нейман за мотивами оповідань Ф. Горенштейна. Увійшов до основної програми Московського кінофестивалю. Фільм-учасник 36-го Роттердамського міжнародного кінофестивалю у 2007 році.

## Сюжет
Це один чудовий день із життя двох жінок похилого віку, матері та дочки, які прожили разом усе життя. Одного разу до них в дім заходить молодий чиновник, який ненавмисно спонукає мати знову відчути себе молодою. У цей сонячний день вона вирішує відправитись з дочкою на прогулянку до річки. Їм обом ясно, що кращі роки життя залишились в минулому і що прогулюючись так разом вони виробляють комічне враження. Але сьогодні їм все одно – вони насолоджуються прогулянкою, гарною погодою та річкою.

## В ролях
- Ніна Русланова — Маша
- Марія Поліцеймако — мати
- Сергій Бехтерєв — помічник депута
- Юрій Невгамонний — капітан
- Наталя Бузько — мати Насті
- У ролях: Світлана Виноградова, Олександр Кузьменко, Ангеліна Сімакова, Михайло Векслер, Ольга Сєдова, Анастасія Кушнір, Олександра Гарагуля, Юлія Яблецька
- В епізодах: Ю. Щекочихін, В. Єралаш, А. Гловатська, Н. Медвецька, В. Драч, С. Краснов, В. Ніколаєнко, Л. Ряжкіна, А. Огородникова, Д. Гудін, С. Савичева, М. Кириченко, С. Куницин, С. Андреєв,  Л. Макоєва, В. Затковський, Ольга Дар'ян, Н. Творун, О. Морозова, А. Ганчевський, С. Мандрик, А. Богданов, О. Шуляченко, Л. Етенко, В. Карасьов, Л. Павловський, М. Черешня, О. Постолова, С. Майборода, Юхим Турецький, Д. Чудін, Я. Маньгора, Б. Сірик, Н. Білоусова, Ю. Венгер та інші...

## Творча група
- Автори сценарію: Сергій Четвертков, Єва Нейман (за участю)
- Режисер-постановник: Єва Нейман
- Оператор-постановник: Олексій Убєйволк
- Художник-постановник: Володимир Євсіков
- Режисер монтажу: Ірина Блогерман
- Звукорежисер: Юхим Турецький
- Художник по костюмах: Руслан Хвастов
- Художник по гриму: Людмила Петрова
- Оператор: Олександра Криволуцька
- Комбіновані зйомки: оператор — Олексій Хіторв, художник — Євген Бугайов
- Редактор: Вікторія Добровольська
- Продюсери: Олександр Ткаченко, Ольга Неверко
- У фільмі використано музику: Ш. Гуно, А. Скарлатті, А. Баріуса
- Романс рос. «Снова пою» у виконанні Вадима Козіна
- Директор картини: Інна Плотнікова